# Gymnasium Auf der Morgenröthe
Das Gymnasium Auf der Morgenröthe ist ein Gymnasium im Siegener Ortsteil Niederschelden. Die Schule wurde 1970 gegründet. Die etwa 500 Schüler werden von ungefähr 35 Lehrkräften unterrichtet.

## Geschichte
Am 7. September 1970 begann für 82 Schüler der zwei fünften Jahrgangsstufen des neu gegründeten Gymnasiums „Auf der Morgenröthe“ der Unterricht in einem Pavillon auf dem Schulgelände der Hubenfeldschule. 1971 erfolgte mit insgesamt 163 Schülern der Umzug in die Gilbergschule. 1972 kamen 110 neue Schüler und 1973 150 weitere Schüler hinzu.
Durch den Bezug des 1. Bauabschnitts des neuen Gebäudes zu Beginn des Schuljahres 1974/1975 wurde das Gymnasium Auf der Morgenröthe eine eigenständige Bildungseinrichtung. Am 9. November 1974 wurde die offizielle Einweihung des neuen Gebäudes mit einem Tag der offenen Tür gefeiert. Im Juni 1979 konnte den Schülern des ersten Abiturjahrgangs das Zeugnis der allgemeinen Hochschulreife ausgehändigt werden. Mitte der 80er Jahre ist die Zahl der Schüler aufgrund geburtenstarker Jahrgänge für einige Jahre auf 1000 angewachsen, hat sich danach aber auf eine stabile Größe von etwa 800 Schülern reduziert.
Das Gymnasium kooperiert mit der Universität Siegen. 2007 arbeitete eine Projektgruppe an Konzepten von Didaktik, Informatik und E-Learning, um die Informatikausbildung in Schulen zu verbessern.
Im Sommer 2015 zog die Realschule am Hengsberg in das Gebäude des Gymnasiums, welches nun gemeinsam genutzt wird.

## Schulinterne Projekte
Das Gymnasium bietet im Rahmen des Projekts 13+ eine Nachmittagsbetreuung für die Schüler der Klassen 5 und 6 an. Die Betreuung wird von Freiwilligen der Jahrgangsstufen 10 bis 12 übernommen. Teil des Projektes ist unter anderem ein gemeinsames Mittagessen.
Ferner haben die betreuten Schüler durch 13+ die Möglichkeit, ihre Hausaufgaben in einer ruhigen Atmosphäre anzufertigen und die übrige Zeit kreativ zu nutzen.
Jedes Jahr organisieren die Schüler und Lehrer einen Präsentationstag, der sich primär an Eltern richtet, die sich vor Anmeldung ihres Kindes ein Bild von der Atmosphäre, sowie von den Räumlichkeiten der Schule machen möchten. Des Weiteren richtet sich der Präsentationstag an sog. Quereinsteiger, das heißt Schüler einer Real-Haupt oder Gesamtschule, die das Bestreben haben die  gymnasiale Oberstufe zu absolvieren.
Jährlich findet im Vorraum der Aula des Gymnasiums eine Lesewoche statt. Sie widmet sich aktuellen Themen, stellt ihre Schwerpunkte in Form von Plakaten und Bildern aus und stellt passende Literatur aus.
Seit dem 5. September 2009 trägt das Gymnasium offiziell den Titel Schule ohne Rassismus – Schule mit Courage.
Im Juni 2011 wurde in dem Gymnasium eine eigene Mensa in Betrieb genommen.

## Bekannte Schüler
- Peter Autschbach (* 1961), deutscher Gitarrist, Komponist und Musikpädagoge
- Christin Götzke (* 1998), 14. Platz Germany’s Next Topmodel Staffel 11
- Violetta Keller (* 2000), Tänzerin im finnischen Nationalballett[4]